# Torri Huske
Torri Huske (7 de dezembro de 2002) é uma nadadora estadunidense, medalhista olímpica.

## Carreira

### Tóquio 2020
Formada pela Universidade Stanford, Huske conquistou a medalha de prata nos Jogos Olímpicos de Verão de 2020 em Tóquio na prova de revezamento 4×100 m medley feminino, ao lado de Regan Smith, Lydia Jacoby, Abbey Weitzeil, Rhyan White, Lilly King, Claire Curzan e Erika Brown, com a marca de 3:51.73.

### 2022
Em 18 de junho, obteve o bronze no 4x100 m livre do Campeonato Mundial de Esportes Aquáticos em Budapeste. No dia seguinte, ganhou o ouro e estabeleceu o novo recorde nacional no 100 m borboleta do mesmo evento com o tempo de 55 segundos e 64 centésimos. Em 21 de junho, conquistou o título do 4x100 m medley misto do Mundial. Dois dias depois, ficou na terceira colocação na final do 100 m livre e quebrou a marca das Américas na semifinal do 50 m borboleta. Em 24 e 25 de junho, ainda em Budapeste, obteve o bronze no 4x100 m livre misto e o ouro no 4x100 m medley respectivamente.
Em 13 de dezembro, obteve a prata no 4x100 m livre do Mundial em Piscina Curta em Melbourne, no qual ajudou sua equipe a estabelecer o novo recorde das Américas com o tempo de três minutos, 26 segundos e 54 centésimos. No dia seguinte, conquistou o título tanto do 4x50 m medley misto, onde contribuiu para seu time quebrasse a marca mundial da prova, quanto do 50 m borboleta, em que dividiu a honraria com a canadense Maggie Mac Neil. Em 15 de dezembro, foi campeã do 4x50 m livre do Mundial, ajudando a equipe dos Estados Unidos a estabelecer os novos recordes do campeonato e das Américas da categoria. Dois dias depois, ficou na segunda colocação na final do 4x50 m medley. Em 18 de dezembro, obteve mais duas medalhas em Melbourne: uma de prata no 100 m borboleta e uma de ouro no 4x100 m medley, no qual o time norte-americano quebrou a marca mundial desse revezamento.

### 2023–24
Em 24 de julho de 2023, conquistou o bronze nos 100 m borboleta do Mundial em Fukuoka. Dois dias depois, disputou a decisão dos 4x100 m medley misto no mesmo evento, na qual sua equipe alcançou o terceiro lugar.
Em 27 de julho de 2024, ajudou seu time a ganhar a prata nos 4×100 m livre dos Jogos Olímpicos em Paris. No dia seguinte, foi campeã dos 100 m borboleta na mesma competição, ficando quatro centésimos a frente da compatriota Gretchen Walsh.